# 완리

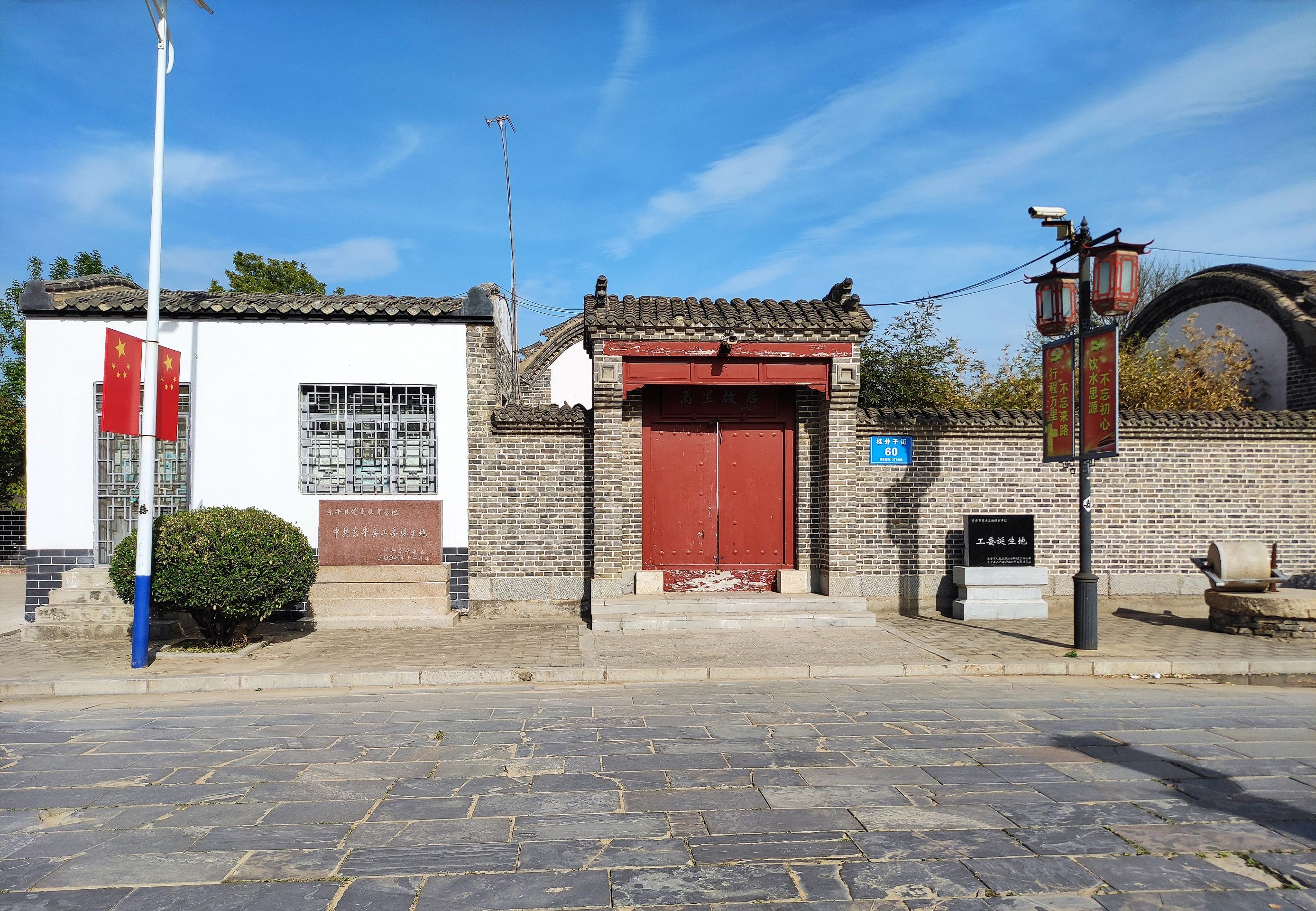
완리가 살았던 집

완리(중국어 간체자: 万里, 정체자: 萬里, 1916년 12월 1일 ~ 2015년 7월 15일)는 중화인민공화국의 前 정치가이다.
산둥성에서 태어나 1936년 중국 공산당에 입당했다. 1940년 공산당의 산둥성 지역 선전부 간부로 활동을 시작해 제2차 국공내전 시기 난징과 충칭 지역에서 해당 지역 점령을 위한 군사위 간부, 참모로 일했다. 1950년대 초반부터 건축과 도시 계획 부문에서 공산당 부장으로 근무했으며 1958년-1966년 베이징시 부시장, 공산당 당서기. 문혁 기간인 1973년-1975년 베이징시 당서기. 1977년까지는 중공 철도부 부장. 1977년 안후이성 서기, 혁명위원회 주임이 되었다. 1980년에 국무원 부총리. 그후 농업과 도시 개혁 정책에 참여되었다. 국무원 부총리, 전국인민대표대회 위원장 등을 역임했다. 1987년 중국 공산당 중앙정치국 위원에 올랐으나, 중국 공산당 전인대 상무위원장직을 거친 후 1990년대 이후는 주요 고위직에서 퇴임하였다.
| 전임 덩샤오핑 | 중화인민공화국 국무원 상무부총리 1980년 9월 9일 - 1988년 2월 29일 | 후임 야오이린 |

| 전임 펑전 | 전국인민대표대회 상무위원회 위원장 1988년 - 1993년 | 후임 차오스 |